# Jawa 350/361 Sport
Jawa 350 typ 361 Sport je motocykl, vyvinutý firmou Jawa, vyráběný v letech 1965–1969.
Od klasické kývačky se liší především 19“ koly, proto je i delší zadní kyvná vidlice, jiný radius blatníků a jiný sklon zadních tlumičů pérování. Řídítka jsou širší a typická je pro ně středová hrazdička. Nemají typický panelkový kryt, takže vypadají jako starší typ kývačky.

## Technické parametry
- Rám: svařovaný z čtyřhranných profilů
- Suchá hmotnost: 142 kg
- Pohotovostní hmotnost: 153 kg
- Maximální rychlost: 120 km/h
- Spotřeba paliva: 3,5 l/100 km